# 普昭站
普昭站，是曼谷BTS素坤逸线的車站，位於泰國北欖府。 該車站於2018年12月6日開通。2019年4月16日之前，乘客在該車站可以免費乘坐列車。